# Grand Junction (Tennessee)
Grand Junction es una ciudad ubicada en los condados de Hardeman y Fayette en el estado estadounidense de Tennessee. En el Censo de 2010 tenía una población de 325 habitantes y una densidad poblacional de 106,25 personas por km².

## Geografía
Grand Junction se encuentra ubicada en las coordenadas 35°3′0″N 89°11′20″O / 35.05000, -89.18889. Según la Oficina del Censo de los Estados Unidos, Grand Junction tiene una superficie total de 3.06 km², de la cual 3.06 km² corresponden a tierra firme y (0%) 0 km² es agua.

## Demografía
Según el censo de 2010, había 325 personas residiendo en Grand Junction. La densidad de población era de 106,25 hab./km². De los 325 habitantes, Grand Junction estaba compuesto por el 60.31% blancos, el 37.54% eran afroamericanos, el 0.31% eran amerindios, el 0% eran asiáticos, el 0% eran isleños del Pacífico, el 0% eran de otras razas y el 1.85% pertenecían a dos o más razas. Del total de la población el 0% eran hispanos o latinos de cualquier raza.